# Баэна Суареш, Родригу де Лима
Родригу де Лима Баэна Суареш (порт.-браз. Rodrigo de Lima Baena Soares; род. 11 декабря 1963, Рио-де-Жанейро) — бразильский дипломат, посол Бразилии в России и Узбекистане.

## Биография
Родился в семье дипломата. В 1986 году окончил юридический факультет Центра университетского образования Бразилиа, затем специалитет (1988) в области международных отношений Американского университета в Вашингтоне и аспирантуру (2001) в области государственного управления Национальной школы администрации (Париж). В 2007 году защитил диссертацию «Внешняя политика и СМИ в демократическом государстве. Бразильское дело».
Начал дипломатическую карьеру в 1987 году. В течение своей карьеры занимал должности советника министра иностранных дел, спикера президента республики, руководителя международного отдела пресс-секретариата президента и руководителя канцелярии специального советника по вопросам обороны в МИД Бразилии, служил в постоянном представительстве в ООН в Нью-Йорке и посольствах Бразилии в Парагвае, Франции и Аргентине.
Занимал должность приглашённого преподавателя в Институте политических исследований (Париж) и Национальном университете Ла-Платы (Аргентина).
В 2015 году назначен послом Бразилии в Мозамбике и Перу (2018).
С сентября 2021 года посол в России и Узбекистане. 

## Награды
- Орден Дружбы (25 марта 2025 года, Россия) — за большой вклад в развитие и укрепление дружественных отношений между Российской Федерацией и Федеративной Республикой Бразилией[6]
- Медаль Восточной Республики Уругвай (1997 год, Уругвай)[7]
- Имеет награды, медали Бразилии и иностранных государств (Франция, Португалия, Ливан)[3]